# Minomet

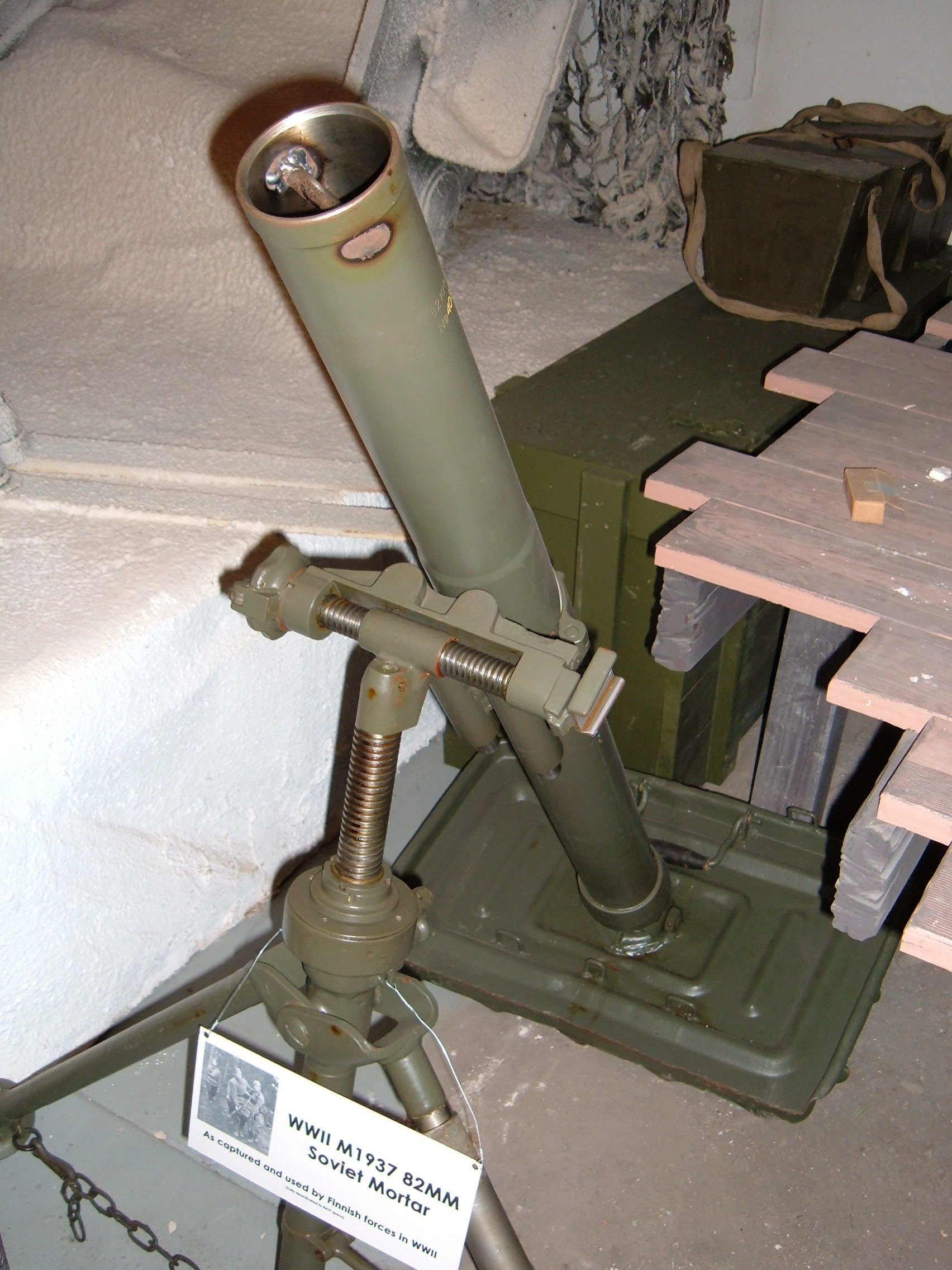
82mm minomet vz. 1937

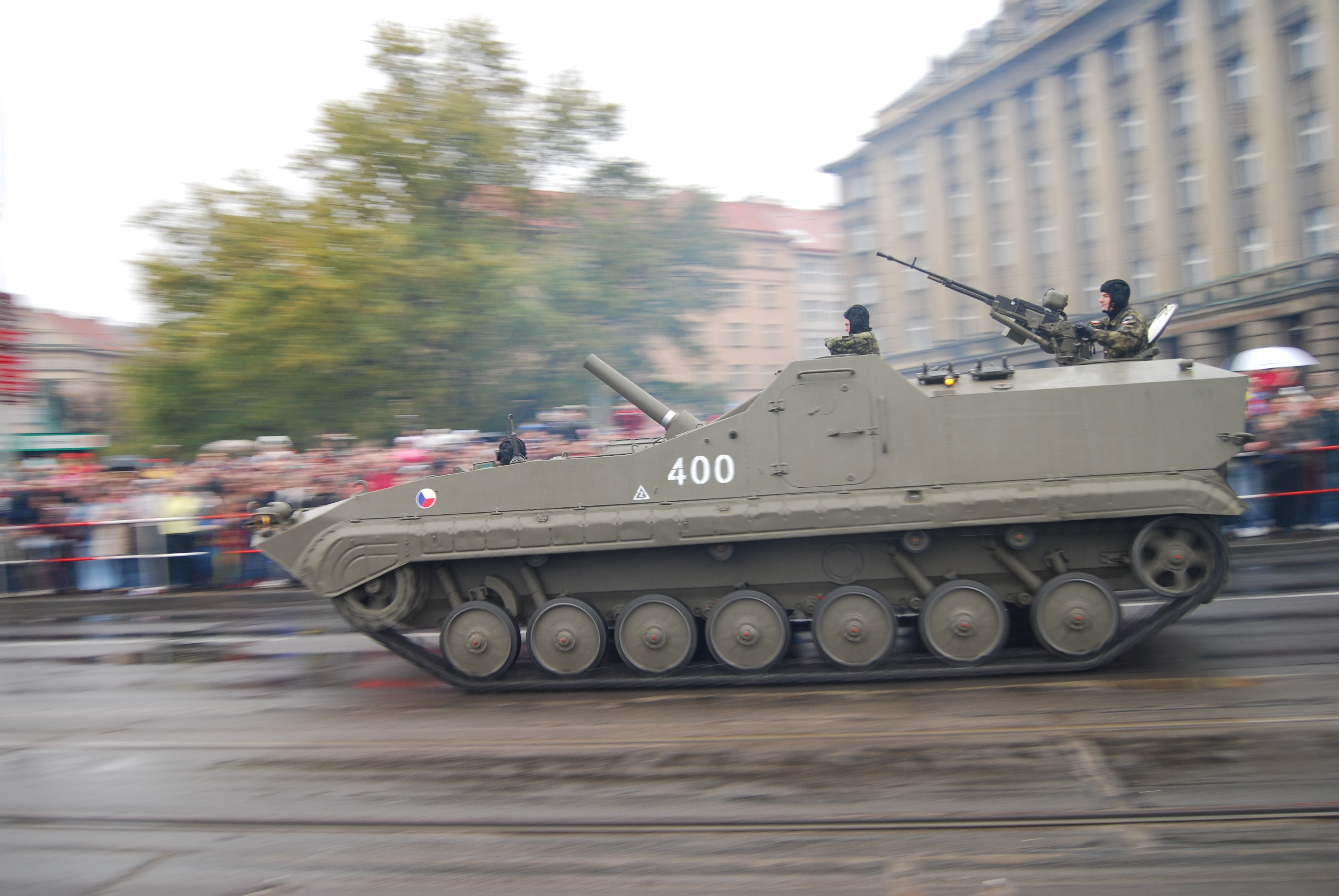
Automaticky nabíjený minomet ShM vz.85 PRÁM-S používaný Armádou České republiky

Minomet (za první světové války bombomet) je dělostřelecká zbraň střílející horní skupinou úhlů, která je určena k ničení živé síly a vojenské techniky nepřítele, nacházející se na otevřeném terénu i v úkrytech, okopech, zákopech a na odvrácených svazích výšin. Také slouží k boření polních opevnění všech typů. Obvykle je konstruována jako bezzákluzová s hladkou hlavní a nabíjená ústím hlavně. V porovnání s dělem stejné ráže střílí lehčí střelou (dělostřelecká mina) s menší počáteční rychlostí. Minomet se vyznačuje vysokou kadencí i solidní přesností střelby, malou hmotností, jednoduchou konstrukcí a vysokým stupněm připravenosti k zahájení střelby. Další výhodou je bezchybné fungování za každého počasí i v podmínkách těžkého členitého terénu (snížená účinnost při výbuchu min byla však pozorována za 2. světové války v hlubokém sněhu ruské zimy – hluboký sníh výbuch miny někdy účinně zatlumí). Velká strmost letové dráhy miny umožňuje ničit skryté „nepozorovatelné“ cíle, vést palbu z hlubokých úkrytů, z lesa nebo přestřelovat vlastní vojenské jednotky.
Historicky byly minometné granáty výrazně účinnější než srovnatelné granáty do houfnic, protože vyšší tlaky dovolily pouze 10 % hmotnosti granátu do houfnice ve výbušnině a navíc téměř kolmý pád minometného granátu posílal méně střepin do nebe ve srovnání s houfnicemi. Moderní ocel ale dovoluje oběma typům projektilů nést 20 % hmotnosti ve výbušnině. Naváděné houfnicové granáty také dovolují kolmý pád na cíl.

## Moždíř
Těžký minomet byl v minulosti označován jako moždíř, popř. mortar. Česká, slovenská i ruská odborná terminologie rozlišuje zbraně minomet a moždíř (česky minomet a moždíř, slovensky mínomet a mažiar, rusky миномёт a мортира), na rozdíl od anglické, která má pro obě zbraně výraz mortar.

## Současnost

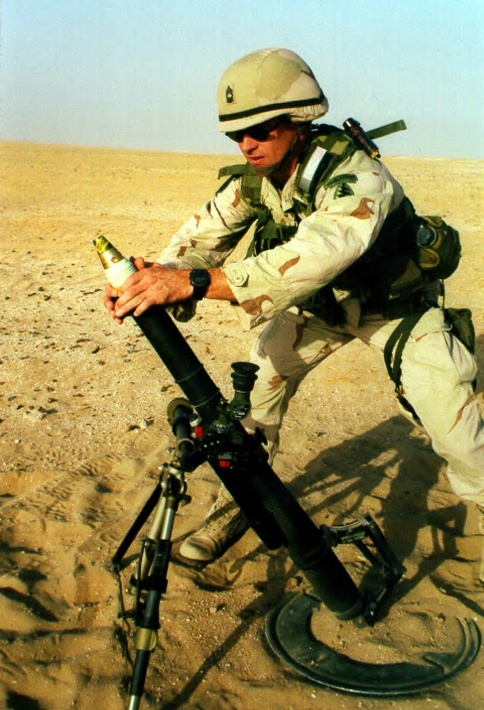
Nabíjení 60mm minometu M224
Velmi dobře jdou vidět jednotlivé části minometu: hlaveň, ložiště (talíř pod hlavní) a podstavec

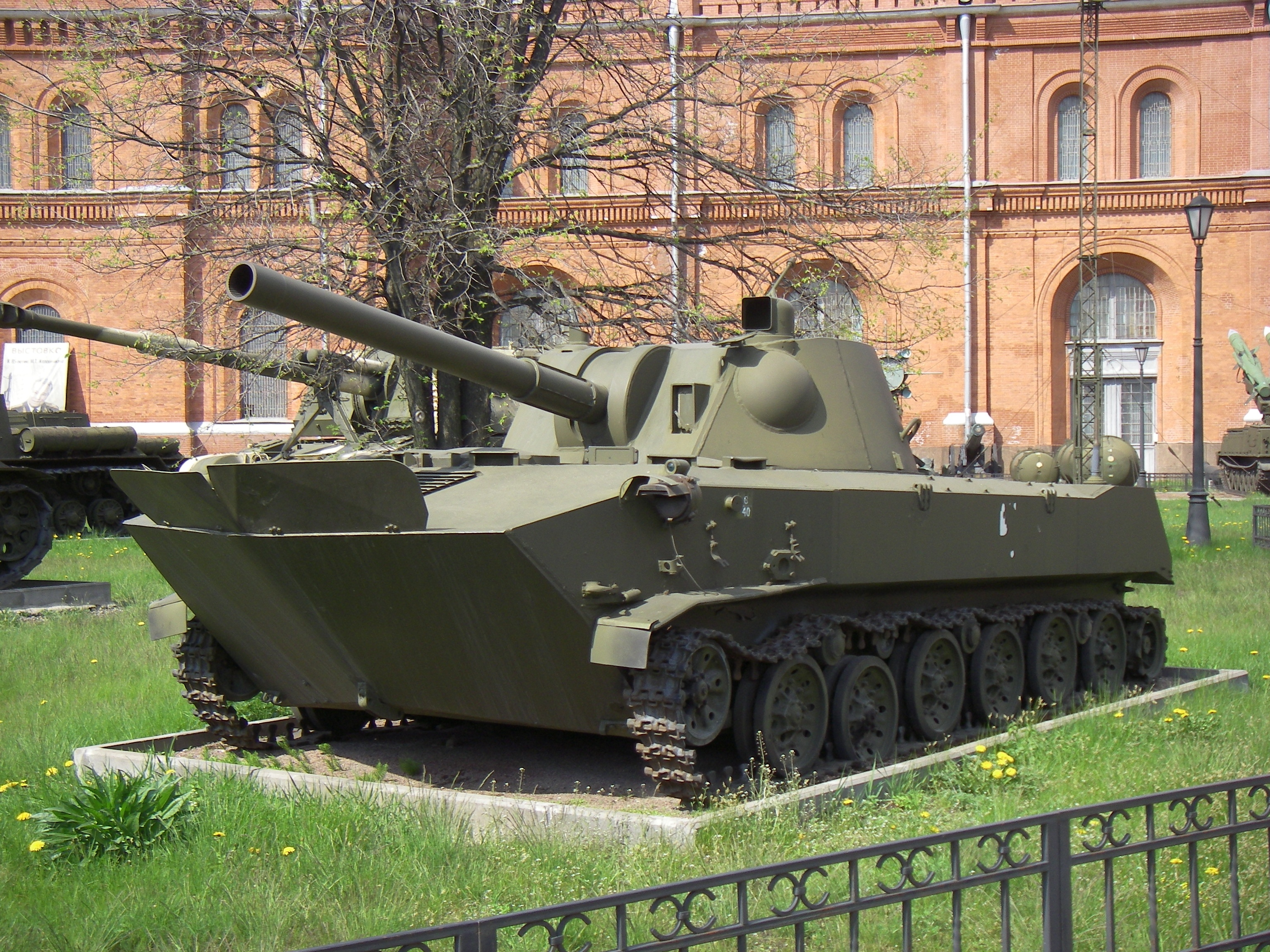
Ruský samohybný minomet 2S9 Nona-S

V současné době představují minomety jeden z nejdůležitějších prostředků palebné podpory, a to zejména díky jejich snadné přepravitelnosti, která je dnes jedním z nejdůležitějších aspektů vojenské techniky. Podle přepravitelnosti dělíme minomety na přenosné, tažené a samohybné. Podle ráže členíme minomety na lehké, střední a těžké.
Lehké minomety mají ráži 51 nebo 60 mm a jsou obvykle používány na úrovni čety. Mají poměrně malý dostřel v rozmezí od 1 do 3 kilometrů, takže cíl je většinou viditelný. Nejjednodušší lehké minomety, které se často globálně označují jako typ Commando, jsou tvořeny pouze hlavní a nevelkým ložištěm. Protože však nemají podstavec, jejich hlaveň je při střelbě podpírána rukou střelce. Jednoduchost je ovšem dosažena na úkor přesnosti při střelbě na větší vzdálenost.
Střední minomety mají ráži 81 nebo 82 mm a jsou obvykle používány na úrovni praporu. Jejich dostřel se často pohybuje v rozmezí od 3 do 7 kilometrů. Na rozdíl od lehkých minometů jsou střední minomety používány hlavně k nepřímé střelbě, což vyžaduje vybudování skrytého stanoviště pro předsunutého pozorovatele. Přepravu středních minometů zajišťují vzhledem k jejich větší hmotnosti zpravidla tři vojáci (první nese hlaveň, druhý ložiště a třetí podstavec).
Těžké minomety mají nejčastěji ráži 107 nebo 120 mm (sovětský minomet M-240, jehož samohybnou verzí 2S4 Tulpan byla vyzbrojena i ČSLA, měl ráži 240 mm). Dostřel mají více než 7 kilometrů. Kvůli velké váze 150 a více kilogramů se přepravují na speciálních kolových podvozcích tažených automobilem, případně přímo na ložné ploše nákladního automobilu. Velice často se také upevňují na lafetu uvnitř obrněného transportéru (OT). Tyto minomety se potom označují jako samohybné, přičemž se obvykle dají z OT vymontovat a po přidání ložiště použít samostatně. Kvůli možnosti střelby z takovéhoto minometu je střecha OT otevírací, případně nemá OT střechu vůbec, a proto není obsluha těchto minometů chráněna proti střepinám shora a proti zbraním hromadného ničení. Nejnovější samohybné minomety jsou proto instalovány v uzavřených střeleckých věžích. Tyto minomety už jsou konstruovány jako zákluzové, nabíjené zezadu a často s drážkovanou hlavní.